# 东安河水库
东安河水库是中国湖北省黄冈市罗田县境内的一座水库，位于巴水水系罗田河支流东安河上，建于1960年。水库正常库容为600万立方米，集雨面积为13平方千米，海拔为381.4米。